# Luzula pedemontana
Luzula pedemontana är en tågväxtart som beskrevs av Pierre Edmond Boissier och Georges François Reuter. Luzula pedemontana ingår i Frylesläktet som ingår i familjen tågväxter. Inga underarter finns listade i Catalogue of Life.